# Boussay (Loire-Atlantique)
Boussay is een gemeente in Frankrijk in het departement Loire-Atlantique in de regio Pays de la Loire. Boussay telde op 1 januari 2022 2.814 inwoners.

## Geografie
De oppervlakte van Boussay bedroeg op 1 januari 2022 26,45 vierkante kilometer; de bevolkingsdichtheid was toen 106,4 inwoners per km².

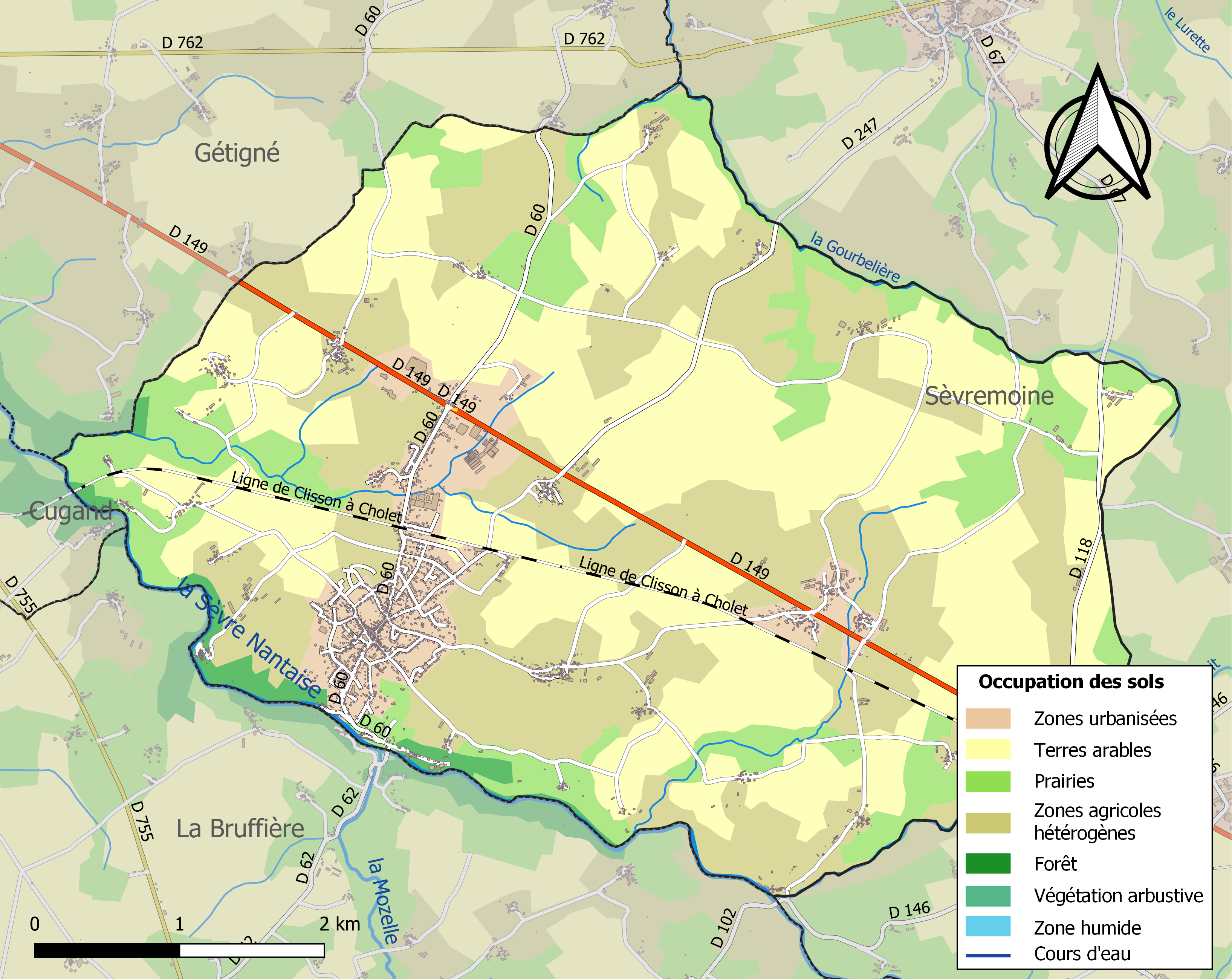
Kaart van de gemeente met de belangrijkste infrastructuur, bodemgebruik en omliggende gemeenten

## Demografie
Onderstaande figuur toont het verloop van het inwonertal (bron: INSEE-tellingen).

Aigrefeuille-sur-Maine · Boussay · Clisson · Gétigné · Gorges · Maisdon-sur-Sèvre · Monnières · La Planche · Remouillé · Saint-Hilaire-de-Clisson · Saint-Lumine-de-Clisson · Vieillevigne